# Gioco simbolico

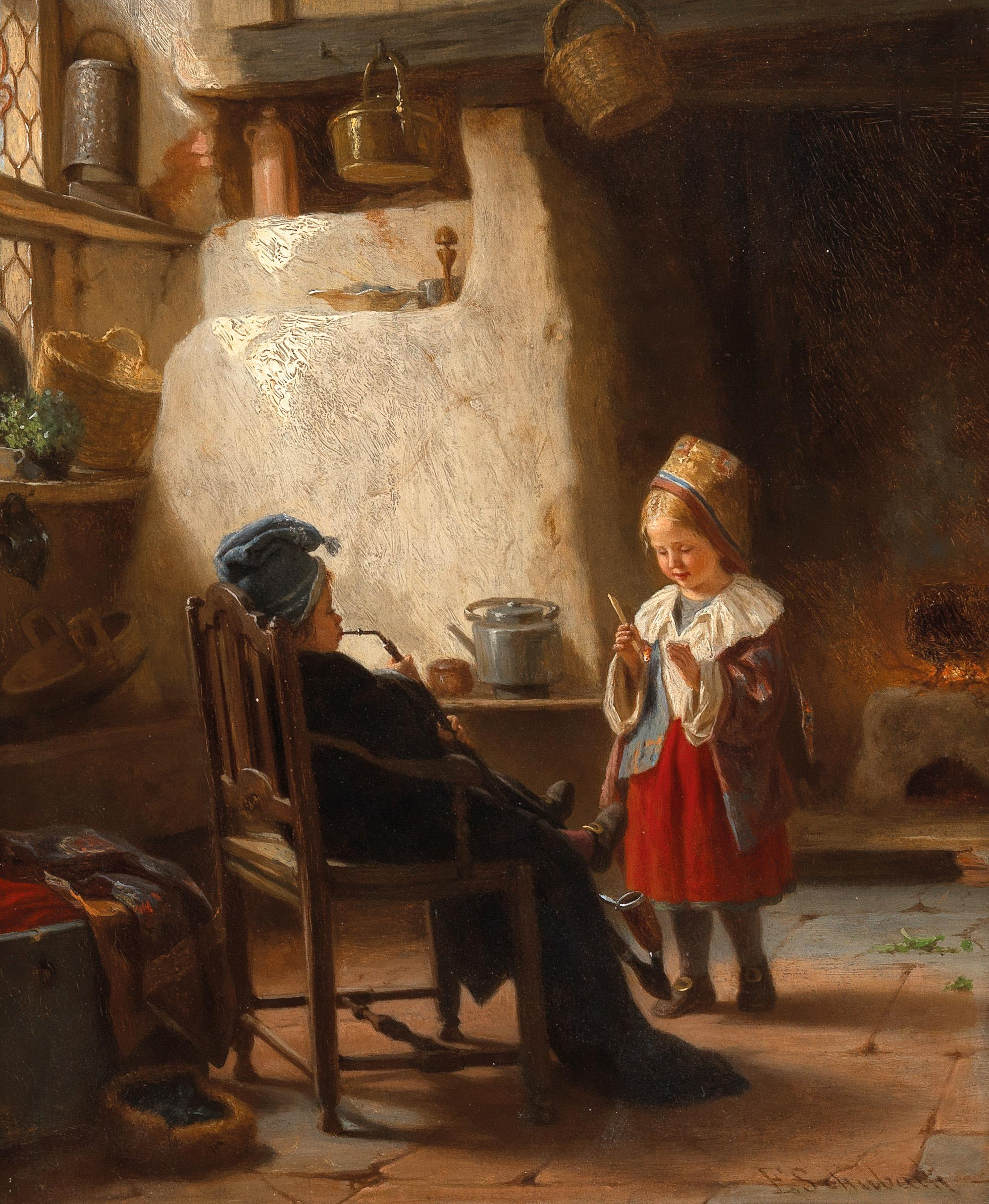
Emil Gottlieb Schuback, Il nonno e la nonna

Il gioco simbolico è una modalità di gioco, nel quale il bambino rappresenta mediante simboli qualcosa che non è realmente presente.

## Caratteristiche del gioco di finzione
Il gioco del "far finta" ha caratteristiche specifiche. In tale modalità di gioco, il bambino utilizza un oggetto al posto di un altro, assume ruoli diversi, il tempo e lo spazio sono modificati. Il bambino può parlare con persone immaginarie e materializzare oggetti inesistenti: ad esempio, bere una bibita con la tazza, in realtà, vuota. Fingere di dormire non è dormire realmente. Affinché possano essere considerate azioni ludiche, è necessario che esse siano contrassegnate in quanto tali. Il bambino che gioca, spesso, premette un "facciamo finta che...", con il quale spiega e segnala che le sue future azioni sono "per gioco". Secondo la visione di Anna Bondioli e Donatella Savio il gioco di finzione è simulazione. I bambini, infatti, quando "fanno finta" non imitano, ma interpretano a loro piacimento. Le due studiose al riguardo affermano che
«il "far finta" ha a che fare con le emozioni e con i sentimenti che i bambini provano più che la "realtà" oggettiva. Esprime la soggettività infantile, un modo di intendere e di sentire le cose».
I bambini impegnati a far finta creano e inventano situazioni fittizie e mettono in atto emozioni vere. Infatti, grazie al gioco, essi possono esprimere i propri sentimenti, le proprie emozioni. La finzione permette loro di conoscere se stessi e la propria emotività, rielaborando esperienze vissute e attribuendogli nuovi significati, imparando a mediare tra la realtà e i desideri, a esprimere le proprie angosce ricercandovi una soluzione. A conferma di ciò, Clara Pagnotta sostiene, infatti, che
«è questo che fa del gioco una palestra di benessere emotivo e permette di ridurre le ansie e le tensioni dei bambini»
È importante, anche, che il bambino instauri un rapporto di fiducia e di amicizia sia con gli adulti che con gli altri compagni, al fine di poter esternare le proprie emozioni nel gioco.
Il gioco simbolico, il gioco del "far finta", si manifesta e raggiunge livelli elevati, fra i 3 e i 6 anni, quando i bambini frequentano la scuola dell'infanzia e
«il "far finta" insieme agli altri è un "valore aggiunto"».
Il bambino è in grado di riferirsi anche ad oggetti assenti, di comunicare con il linguaggio, di rappresentare una realtà non attuale. All'inizio sono gli oggetti stessi a suggerire la finzione ludica e il bambino mette in atto comportamenti ed azioni già sperimentate realmente: ad esempio, mangia da un piatto vuoto pur essendo consapevole che sta "facendo finta". A seguire, con il passare del tempo, le varie azioni di gioco iniziano ad essere guidate dalle idee piuttosto che dagli oggetti e il bambino manifesta un'intenzionalità muovendosi alla ricerca di ciò di cui ha bisogno. Combina insieme oggetti che hanno una relazione funzionale e poi ordina azioni più complesse tra loro. Un ulteriore cambiamento si ha quando egli passa dall'applicare azioni su se stesso a compierle sugli altri per arrivare ad attribuire la capacità di agire agli oggetti con cui gioca. Così facendo, il bambino trasforma gli oggetti di gioco e gli attribuisce un altro significato dando sfogo alla sua fantasia ed entra nel cuore del "gioco simbolico", "gioco dl far finta".
I vari elementi che caratterizzano il gioco simbolico, permettono di affermare che giocare a far finta è un'attività complessa. I bambini devono creare tra loro un'intesa, accomunare i propri desideri, le proprie intenzioni e trovare un accordo sui significati da attribuire alla finzione ludica per poter condividere una "realtà" che creano nel corso del gioco. Il gioco simbolico non prevede che i bambini seguano un copione, ma sono proprio loro stessi ad improvvisare le loro azioni, partendo da idee vaghe. Il gioco di finzione permette di cogliere i livelli di sviluppo del bambino, essendo un'attività spontanea. Lev Semënovič Vygotskij (1996) affermava che nel gioco il bambino è sempre al di sopra della propria età media, del proprio comportamento quotidiano.
Emma Baumgartner, nella sua analisi riguardante il gioco dei bambini, afferma che «il gioco simbolico e il linguaggio costituiscono le prime precoci manifestazioni delle competenze simboliche dei bambini». Ciò che rende unico il gioco del far finta è il rapporto con la realtà, che viene alterata, distorta. Il bambino entra nel mondo tramite il gioco di finzione, il quale gli permette di conoscere ed è per questo che è stato osservato e studiato da numerosi psicologi dello sviluppo, tra cui Jean Piaget. Il gioco simbolico è il risultato della combinazione di tanti elementi, diversi fra loro, ad esempio, le componenti biologiche e psicologiche del bambino (età, sesso, abilità motorie, abilità di rappresentazione mentale degli stimoli, ecc).

## Teorie e gioco di finzione
Il gioco simbolico si riconosce perché il bambino assume comportamenti di finzione, di simulazione, opposti ai consueti comportamenti da cui provengono. Talvolta, gioco simbolico, di finzione o immaginativo, sono termini utilizzati in modo interscambiabili per riferirsi ad una stessa tipologia di gioco.
La letteratura sull'evoluzione del gioco simbolico ha come modello di riferimento quello proposto dallo psicologo Jean Piaget. Egli affermava che il gioco simbolico, imitazione differita e linguaggio sono manifestazioni di una funzione simbolica: la capacità di agire "come se", di simulare situazioni, azioni della realtà, rappresenta una capacità di rappresentazione mentale del bambino, assente nel periodo dello sviluppo senso motorio. In particolare, secondo Piaget (1945), il gioco simbolico compare quando il bambino sviluppa le capacità di rappresentazione mentale.
- Nella fase senso-motoria (0-2 anni) il bambino affronta le situazioni che percepisce con le azioni di cui si è appropriato organizzandole in schemi.
- Dai 2 ai 7 anni si parla di fase pre-operatoria. In questo periodo i bambini cominciano ad adoperare il pensiero simbolico, ovvero ciò che Piaget definisce il modo di pensare basato sull'imitazione-riproduzione di azioni, le cui principali espressioni sono l'imitazione differita, i sogni e il gioco simbolico. Attraverso l'uso del pensiero simbolico, i bambini acquisiscono la capacità rappresentativa, cioè sono in grado di rappresentarsi mentalmente cose, oggetti, situazioni, persone indipendentemente dalla loro presenza.
- Nella fase senso-motoria vi è uno sbilanciamento a favore dell'assimilazione ed è rappresentato dal prevalere del gioco d'esercizio.

Piaget ritiene che il gioco abbia 2 caratteristiche importanti: dà modo al bambino di consolidare le conoscenze acquisite con la ripetizione e l'esercizio, e rafforza la capacità del bambino di agire sulla realtà perché nel mondo della fantasia non ci sono successi o vincoli e, quindi, il bambino che gioca conserva un rapporto con la realtà, ma al tempo stesso se ne distacca e la modifica in base alle proprie motivazioni.
Di recente, è stata proposta una versione aggiornata dell'approccio cognitivista nell'ambito degli studi sullo sviluppo della teoria della mente nell'infanzia. Si è pensato che il gioco simbolico rappresentasse un indicatore di quanto i bambini sono capaci di pensare la mente propria e altrui: alla base dell'agire per finta c'è un meccanismo di
«"distaccamento" della percezione dalla rappresentazione mentale che consente ai bambini di mantenere separati il mondo dell'immaginazione e quello della realtà, senza confonderli».
Un altro modello teorico considera l'evolversi del gioco di finzione come conseguenza dello sviluppo della conoscenza sociale tramite il concetto di script. Gli autori che sostengono questo modello affermano che le conoscenze dei bambini sono organizzate in schemi, in cui i vari eventi sono collegati per mezzo di legami temporali e causali.
Lev Semënovič Vygotskij sostiene che il gioco implichi una rappresentazione mentale, ma si discosta da una visione dello stesso in termini cognitivisti e si concentra sugli
«affetti e sulle circostanze interpersonali all'origine di questo». Il gioco, secondo Vygotskij, nel passaggio dall'infanzia all'età prescolare, permette al bambino di affrontare la tensione tra i suoi desideri e la mancata possibilità di realizzarli immediatamente: con la crescita, il bambino comprende che non tutto può essere soddisfatto nell'immediato. Quindi, il gioco rappresenta una risposta ai bisogni non soddisfatti. Inoltre, per Vygotskij il gioco dà modo al bambino di allontanarsi dalla realtà e dai vincoli delle situazioni reali perché nel gioco il pensiero si separa dagli oggetti e le azioni del bambino provengono più dalle idee che dalle cose. Per Vygotskij il gioco è fondamentale nello sviluppo perché crea una "zona di sviluppo prossimale", in cui la funzione ludica e l'immaginazione permettono al bambino di operare trasformazioni sulla realtà, manipolandola ed introducendo nuove interpretazioni.
Donald Winnicott, pediatra e psicoanalista infantile, sostiene che il gioco nasce e si sviluppa nella relazione madre-bambino, e chiama questa condivisione "area transazionale" e, inoltre, afferma che «il gioco è il prototipo dell'esperienza creativa».
Le teorie finora trattate hanno considerato il gioco nell'ambito dello sviluppo della capacità del bambino di costruire significati. Altri studiosi, tra cui George Mead e Gregory Bateson, hanno studiato la funzione del gioco nella realtà impersonale, mentre, invece, Jerome Bruner si è focalizzato nell'esaminare le potenzialità del gioco nei processi di apprendimento, studiando il rapporto tra il gioco e le strategie di risoluzione dei problemi.
In particolare, lo studioso George Mead analizza il gioco come una «condizione sociale all’interno del quale emerge il Sé». Uno degli aspetti importanti nel gioco, secondo il filosofo, è quello dell'interazione sociale, in quanto attraverso essa, il bambino riesce a relazionarsi con i propri coetanei e a notare che tra sé stesso e l'altro vi sono molte somiglianze, ma soprattutto molte divergenze. Infatti, lo studioso analizza il gioco come una modalità all’interno della quale il bambino si immagina di essere al posto dell’altro, avendo, in questo modo, la possibilità di interpretare diversi ruoli. Si parla di role-taking: il bambino può rivolgersi a sé stesso come se in quel momento fosse un insegnante, un poliziotto o un commerciante. Un altro aspetto molto importante, è quello della prospettiva, in quanto il bambino identificandosi in altri, riesce anche ad assumere il punto di vista del personaggio immaginario, abbandonando momentaneamente il suo. Dunque, il bambino mette in pratica un processo di azione-reazione che lo porta a comprendere meglio i concetti di sé e di altro.

Si può, dunque, sostenere l'esistenza di una vasta letteratura riguardante il gioco, di indirizzo etologico, cognitivista, psicoanalitico, che pur assumendo vari punti di osservazione, concorda nel considerare il gioco un importante fattore di sviluppo.
Anche l'industria ludica approfitta del gioco simbolico introducendo giochi che svolgono la funzione dell'oggetto della finzione nei giochi dei bambini. Un esempio chiaro è dato dalle cucine giocattolo o altri pezzi che aiutano i bambini a emulare le mosse degli adulti.